# Carinaria cristata
Carinaria cristata is een slakkensoort uit de familie van de Carinariidae. De wetenschappelijke naam van de soort werd in 1767 voor het eerst geldig gepubliceerd door Carl Linnaeus.